# Onur Kaya
Onur Kaya (Brussel, 20 april 1986) is een voormalig Belgische profvoetballer van Turkse afkomst. Hij is een middenvelder en speelde sinds juli 2018 voor KV Mechelen. Voordien was hij actief bij onder meer Vitesse, Sporting Charleroi en Zulte Waregem.

## Carrière
Kaya, die de dubbele Belgisch-Turkse nationaliteit heeft, werd geboren en getogen in Brussel, maar verhuisde in 2002 naar de jeugdopleiding van het Nederlandse Vitesse. Daar debuteerde hij in het seizoen 2005/06 in het profvoetbal.
Tijdens de voorbereiding van het seizoen 2005-2006 speelde Kaya mee in diverse oefenwedstrijden. Op 11 februari 2006 debuteerde hij in de uitwedstrijd tegen SC Heerenveen in de hoofdmacht. Kaya wordt door Vitesse-supporters de De Kleine Tovenaar uit Brussel genoemd, vanwege zijn met 1 meter 67 relatief geringe lengte en zijn techniek.
In mei 2006 verlengde Kaya zijn contract bij Vitesse tot de zomer van 2010. De club voorzag een centrale rol voor hem in het elftal van de daaropvolgende jaren, samen met Mads Junker, Theo Janssen en Ruud Knol. Die rol komt er in de twee opvolgende seizoenen niet. Hij wordt in de jaren 2007/08 en 2008/09 gedegradeerd tot bankzitter en soms tribuneklant. In het seizoen 2009/10 scoorde hij in de uitwedstrijd tegen Heracles twee keer en dwong daarmee weer een basisplaats af.
Voor aanvang van het seizoen 2010/2011 maakte hij de overstap naar het Belgische Sporting Charleroi. Hij degradeerde dit seizoen meteen met de club naar de tweede klasse. Na 1 seizoen in tweede klasse promoveerde hij met Charleroi meteen terug naar de eerste klasse. In het seizoen 2012/2013 was hij de sterkhouder op het middenveld van Charleroi.
Vanaf januari 2014 speelt hij voor KSC Lokeren Oost-Vlaanderen. Daar geloofde coach Peter Maes echter niet in zijn kwaliteiten en raakte, onder meer door het opkomend talent Hans Vanaken, nooit aan een basisplaats.
Vanaf januari 2015 speelt hij voor SV Zulte Waregem. Op 18 maart 2017 won Essevee de beker ten nadele van KV Oostende. Een penalty-shootout na een match met verlengingen (2-2 na de reguliere speeltijd, 3-3 na 120 min. Het werd 4-2 in de penalty's voor SV Zulte Waregem.) Door dit resultaat verkreeg Zulte Waregem een ticket voor de groepsfase van de UEFA Europa League. Hierin treft Kaya zijn oude club Vitesse in groep K.  
In juli 2018 maakte hij de overstap naar KV Mechelen.

## Statistieken
| Seizoen         | Club               | Competitie      | Competitie | Competitie | Play-offs | Play-offs | Beker | Beker | Supercup | Supercup | Europa | Europa | Totaal | Totaal |
| Seizoen         | Club               | Competitie      | Wed.       | Dlp.       | Wed.      | Dlp.      | Wed.  | Dlp.  | Wed.     | Dlp.     | Wed.   | Dlp.   | Wed.   | Dlp.   |
| --------------- | ------------------ | --------------- | ---------- | ---------- | --------- | --------- | ----- | ----- | -------- | -------- | ------ | ------ | ------ | ------ |
| 2005-2006       | SBV Vitesse        | Eredivisie      | 9          | 0          | 0         | 0         | 0     | 0     | —        | —        | —      | —      | 9      | 0      |
| 2006-2007       | SBV Vitesse        | Eredivisie      | 29         | 3          | 0         | 0         | 0     | 0     | —        | —        | —      | —      | 29     | 3      |
| 2007-2008       | SBV Vitesse        | Eredivisie      | 12         | 0          | 0         | 0         | 0     | 0     | —        | —        | —      | —      | 12     | 0      |
| 2008-2009       | SBV Vitesse        | Eredivisie      | 7          | 0          | 0         | 0         | 0     | 0     | —        | —        | —      | —      | 7      | 0      |
| 2009-2010       | SBV Vitesse        | Eredivisie      | 19         | 4          | 0         | 0         | 1     | 0     | —        | —        | —      | —      | 20     | 4      |
| 2010-2011       | Sporting Charleroi | Eerste klasse A | 29         | 2          | 0         | 0         | 1     | 0     | —        | —        | —      | —      | 30     | 2      |
| 2011-2012       | Sporting Charleroi | Tweede klasse   | 19         | 3          | 0         | 0         | 1     | 0     | —        | —        | —      | —      | 20     | 3      |
| 2012-2013       | Sporting Charleroi | Eerste klasse A | 27         | 2          | 7         | 2         | 2     | 0     | —        | —        | —      | —      | 36     | 4      |
| 2013-2014       | Sporting Charleroi | Eerste klasse A | 12         | 1          | 6         | 0         | 0     | 0     | —        | —        | —      | —      | 18     | 1      |
| 2013-2014       | Sporting Lokeren   | Eerste klasse A | 6          | 0          | 6         | 0         | 4     | 0     | —        | —        | —      | —      | 16     | 0      |
| 2014-2015       | Sporting Lokeren   | Eerste klasse A | 3          | 0          | 5         | 0         | 1     | 0     | 1        | 0        | 0      | 0      | 10     | 0      |
| 2014-2015       | SV Zulte Waregem   | Eerste klasse A | 8          | 1          | 5         | 1         | 1     | 0     | —        | —        | —      | —      | 14     | 2      |
| 2015-2016       | SV Zulte Waregem   | Eerste klasse A | 28         | 1          | 10        | 0         | 2     | 1     | —        | —        | —      | —      | 40     | 2      |
| 2016-2017       | SV Zulte Waregem   | Eerste klasse A | 30         | 3          | 10        | 1         | 4     | 0     | —        | —        | —      | —      | 44     | 4      |
| 2017-2018       | SV Zulte Waregem   | Eerste klasse A | 28         | 3          | 11        | 2         | 1     | 0     | 1        | 0        | 5      | 1      | 46     | 6      |
| 2018-2019       | SV Zulte Waregem   | Eerste klasse A | 1          | 0          | 0         | 0         | 0     | 0     | —        | —        | 0      | 0      | 1      | 0      |
| 2018-2019       | KV Mechelen        | Eerste klasse B | 26         | 1          | 2         | 0         | 5     | 0     | —        | —        | —      | —      | 33     | 1      |
| 2019-2020       | KV Mechelen        | Eerste klasse A | 24         | 3          | —         | —         | —     | —     | 0        | 0        | —      | —      | 24     | 3      |
| 2020-2021       | KV Mechelen        | Eerste klasse A | 27         | 0          | 2         | 0         | 3     | 0     | —        | —        | —      | —      | 32     | 0      |
| 2021-2022       | KV Mechelen        | Eerste klasse A | 9          | 1          | 2         | 0         | 0     | 0     | —        | —        | —      | —      | 11     | 1      |
| Carrière totaal | Carrière totaal    | Carrière totaal | 352        | 29         | 66        | 6         | 26    | 1     | 2        | 0        | 5      | 1      | 451    | 37     |

## Palmares
| Competitie               | Aantal           | Jaren            |                  |                  |
| Sporting Lokeren         | Sporting Lokeren | Sporting Lokeren | Sporting Lokeren | Sporting Lokeren |
| ------------------------ | ---------------- | ---------------- | ---------------- | ---------------- |
| Nationaal                |                  |                  |                  |                  |
| Beker van België         | 1x               | 2013             |                  |                  |
| SV Zulte Waregem         |                  |                  |                  |                  |
| Nationaal                |                  |                  |                  |                  |
| Beker van België         | 1x               | 2017             |                  |                  |
| KV Mechelen              |                  |                  |                  |                  |
| Nationaal                |                  |                  |                  |                  |
| Kampioen Eerste Klasse B | 1x               | 2018/2019        |                  |                  |
| Beker van België         | 1x               | 2019             |                  |                  |

| Individueel |    |         |
| Pro Assist  | 1x | 2015/16 |